# Bredsillret
Bredsillret är en sjö i Bergs kommun i Jämtland och ingår i Ljungans huvudavrinningsområde. Sjön har en area på 0,193 kvadratkilometer och ligger 323,2 meter över havet. Sjön avvattnas av vattendraget Ljungan.

## Delavrinningsområde
Bredsillret ingår i det delavrinningsområde (693096-144002) som SMHI kallar för Utloppet av Bredsillret. Medelhöjden är 323 meter över havet och ytan är 0,19 kvadratkilometer. Räknas de 370 avrinningsområdena uppströms in blir den ackumulerade arean 3 562,3 kvadratkilometer. Avrinningsområdets utflöde Ljungan mynnar i havet. Avrinningsområdet har 0,17 kvadratkilometer vattenytor vilket ger det en sjöprocent på 87,8 procent.